# Ушканові Острови
Ушканові Острови (рос. Ушканьи Острова) — колишнє селище Баргузинського району, Бурятії Росії. Входило до складу Міського поселення Селище Усть-Баргузин.
Населення — ненаселене (2015 рік).
16 листопада 2023 року Народний хурал Бурятії постановив виключити селище Ушканові Острови з Реєстру адміністративно-територіальних одиниць і населених пунктів Республіки Бурятія.